# Рісський гляціал

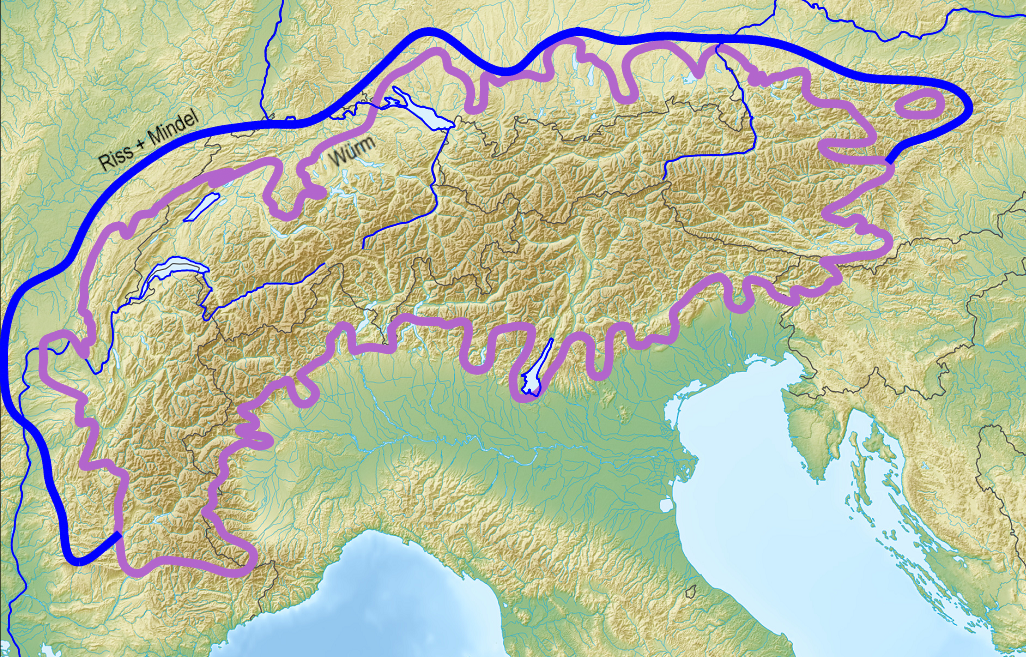
Терени розповсюдження Мідельського і Ріського гляціалів (синім) та Вюрмського гляціалу (фіолетивим)

Ріський гляціал (нім. Riß-Kaltzeit)  — передостаннє зледеніння (гляціал) Альп плейстоценової епохи. Датується по-різному від 300 000 до 130 000 років тому та від 347 000 до 128 000 років тому. Збігається із Заалеським гляціалом Північної Німеччини. Назву дали Альбрехт Пенк та Едуард Брюкнер, які назвали це похолодання на честь річки Ріс (нім. Riß [rɪs]) у Верхній Швабії у своєму тритомному творі «Альпи у льодовиковий період» (Die Alpen im Eiszeitalter), опублікованому в 1901—1909 роках.

## Класифікація
Типова місцевість розташована поблизу Біберах-на-Рісі на північний схід від Рейнського льодовика. Результати, отримані за понад століття дослідження, показують, що майже в усі льодовикові періоди ця місцевість зазнавала зледеніння. Вчені вважають, що загалом було від восьми до п'ятнадцяти зледенінь За часів Ріського гляціалу було декілька етапів розвитку льодовикового щита, так що його можна розділити на інтерстадіали та стадіали та принаймні один досі неназваний теплий період.
Сучасна класифікація відрізняється від початкової класифікації Пенка. За стратиграфічною таблицею Німеччини 2002 року початок Ріського гляціалу був кінцем Гольштейнського інтергляціалу (на Альпійському передгір'ї інтергляціал Міндель-Ріс, згідно Samerbe, Thalgut, Praclaux та La Côte). Кінець — початок Еємського інтергляціалу (Ріс-Вюрмський інтергляціал). Таким чином, це приблизно відповідає Заалеському гляціалу Північної Німеччини. Ріський гляціал відповідає морським ізотопним стадіям MIS 6, 8 і 10, тобто періоду 350 000—120 000 років тому. Окремо варто відзначити Давній Рісс, — час найбільшого просування льодовика в альпійському регіоні, місцеві назви: Гаслах-Міндельське зледеніння (у Баварії та Австрії), Госкірхське зледеніння (у Баден-Вюртемберзі) або Великий льодовик у Швейцарії.

## Перебіг і розташування
На початку Ріського гляціалу були створені майже всі сьогоднішні долини річок. Зледеніння Альп, що розпочалось ще до Гольштейнського інтергляціалу, призвело до того, що льодовики просунулися за кілька фаз далеко до Баварського плоскогір'я, далі, ніж усі інші відомі просування льодовиків вздовж сьогоднішніх річкових долин. За часів Ріського гляціалу льодовик, ймовірно, чотири рази просувалися до Баварського та Австрійського Альпійського плоскогір'я. Перші два просування не підтверджені з певністю, оскільки вони перекриті моренами двох стадіалів кінця Ріського гляціалу, що добре простежується на північ від Альп.
На заході Ронський льодовик охоплював значні площі Швейцарського плоскогір'я і доходив на півночі, до північних схилів Фальтенюра, а на півдні, до сьогоденного Ліона. На північному сході переходив без різкого розмежування у Лінтський та Ройс-Аарський льодовик; тільки гори Напф не зазнали зледеніння. Далі на північний схід Ройс-Аарський льодовик поєднувався з Рейнським льодовиком. Льодовиковий щит простягався на північ аж до Швабської Юри. У Баварії Рісські морени утворюють помірно еродоване плато без боліт та озер, на якому не є новіших відкладень Вюрмського зледеніння. Гравій Рісських морен утворює нинішні високі тераси приток Дунаю.
Під час Рісського гляціалу льодовики Зальцах та Дахштайн були дещо меншими, ніж під час Гюнценського та Міндельського зледенінь, що поширювались також на хребет Гаусрук-унд-Кобернаусервальд (Субальпійська моласа).